# Jiří Janošek
Jiří Janošek (* 19. února 1997 Hranice) je český dráhový cyklista. Je desetinásobným mistrem Česka, juniorským mistrem Evropy na 1 kilometr za rok 2014 a trojnásobným juniorským mistrem světa (na 1 kilometr v letech 2014-2015 a ve sprintu v roce 2015). K jeho dalším úspěchům patří 2. místo na juniorském ME Keirin 2015, 2. místo na juniorském MS Keirin 2015, 2. místo na juniorském MS Sprint 2015, 2. místo na ME do 23 let teamsprint 2016, 2. místo na ME do 23 let 1 km 2016 a 4. místo na ME do 23 let teamsprint 2018.
Je členem SDJ Dukla Brno, sportovní kariéru začínal v TJ Sigma Hranice. Studuje Střední školu polytechnickou Jílová. V současnosti žije v Němeticích.
V roce 2015 byl Evropským olympijským výborem v anketě O cenu Piotra Nurowského vyhlášen za nejlepšího juniorského evropského sportovce roku.